# Cooperativa de mídia
Cooperativas de mídia são uma forma de cooperativa que reporta notícias com base na localização geográfica de seus membros ou nos interesses gerais dos membros. Frequentemente, eles são uma forma de mídia alternativa, crítica das perspectivas da corrente dominante, com posturas de sociedade progressista. No entanto, várias cooperativas fora do Ocidente são veículos de mídia tradicionais estabelecidos. As cooperativas de mídia geralmente unem clientes e provedores de serviços para se oporem ao puro objetivo de lucro na mídia. Em contraste com as empresas de mídia tradicional, as cooperativas de mídia são capazes de relatar de forma independente, devido à minimização do problema do principal-agente. Cooperativas de mídia estão crescendo em popularidade como uma forma de organização para a reportagem da mídia, no entanto, o acesso ao capital e a falta de consciência na sociedade apresentam desafios à proliferação.
Os exemplos são: na Alemanha Junge Welt (1947) e Die Tageszeitung (1978), na Itália Il manifesto (1969), na Suíça WOZ Die Wochenzeitung (2012) e na Europa Voxeurop (2014). Em Hamburgo, existe também a “fábrica de quebra-cabeças de mídia” como uma associação de fornecedores para a mídia e a indústria cultural.
Algumas cooperativas de mídia publicam a edição local do jornal Le Monde diplomatique.

## Tipos de cooperativas de mídia
Consumidor
Uma cooperativa de consumo pertence e é financiada pelos consumidores do serviço. No contexto de uma cooperativa de mídia, os consumidores seriam os leitores, observadores ou ouvintes. As taxas de associação podem ser mensais, anuais, ou uma taxa única de associação pode ser aplicada. As Media Coops de propriedade do consumidor às vezes aumentam seu financiamento com anúncios ou subsídios do governo.
Múltiplas partes interessadas
Cooperativas de mídia com múltiplas partes interessadas são o tipo mais proeminente de cooperativa de mídia. Múltiplas partes interessadas significam que o financiamento cooperativo pode vir de proprietários de trabalhadores, consumidores, empresas ou governo. As cooperativas com várias partes interessadas têm estruturas de propriedade mais complexas, e a direção editorial e a independência são potencialmente mais opacas do que uma cooperativa totalmente de propriedade do consumidor ou de propriedade dos trabalhadores. As realidades do acesso ao capital na era moderna geralmente exigem que as novas cooperativas de mídia abordem o financiamento por meio desse método.
Trabalhador
As cooperativas de mídia de propriedade dos trabalhadores são organizadas de forma que os jornalistas e outros funcionários da cooperativa controlem e recebam lucro da cooperativa de mídia. As cooperativas de propriedade dos trabalhadores são geralmente menores, devido ao acesso escasso ao capital, e menos politicamente convencionais em comparação com os principais meios de comunicação. Existem cooperativas de mídia de propriedade trabalhada e bem financiadas, geralmente devido a longos períodos de operação, geração de capital e gestão financeira prudente.